# Jorge Alberto del Río Salas
Jorge Alberto del Río Salas (ur. 30 października 1918 w Buenos Aires, zm. 2008) – argentyński żeglarz sportowy, srebrny medalista olimpijski z Rzymu.
Brał udział w czterech igrzyskach (IO 48, IO 52, IO 60, IO 64). W 1960 zdobył srebrny medal olimpijski w rywalizacji w klasie Dragon. Załogę jachtu stanowili także Jorge Salas Chávez (kuzyn del Río Salas) i Héctor Calegaris. W 1959 triumfował w tej klasie na igrzyskach panamerykańskich.